# Every Other Freckle
Singles de Alt-J
Left Hand Free
(2013)
Every Other Freckle est une chanson du groupe anglais Alt-J extraite en 2014 de leur deuxième album studio This Is All Yours. Sortie le 14 août 2014 sur le label Infectious, la chanson sort en format numérique. La chanson a été écrite par Joe Newman, Gus Unger-Hamilton, Thom Green et produite par Charlie Andrew.

## Crédits
- Alt-J (∆) – Chant
- Charlie Andrew – Production
- Joe Newman, Gus Unger-Hamilton, Gwilym Sainsbury, Thom Green – Composition
- Infectious Music – Label

## Classements

### Classements hebdomadaires
| Classement (2014)                       | Meilleure position |
| --------------------------------------- | ------------------ |
| Australie (ARIA)                        | 73                 |
| Belgique (Flandre Ultratop 50 Singles)  | 9                  |
| Belgique (Wallonie Ultratop 50 Singles) | 33                 |
| France (SNEP)                           | 93                 |
| Pays-Bas (Single Top 100)               | 86                 |
| Royaume-Uni (UK Singles Chart)          | 58                 |
| Royaume-Uni (UK Indie Chart)            | 1                  |
| États-Unis (Hot Rock Songs)             | 13                 |
| États-Unis (Rock Airplay)               | 38                 |
| États-Unis (Alternative Songs)          | 20                 |

### Classements de fin d'année
| Classement (2014)                     | Position |
| ------------------------------------- | -------- |
| États-Unis Hot Rock Songs (Billboard) | 85       |

## Historique des sorties
| Pays        | Date              | Format                   | Label                              |
| ----------- | ----------------- | ------------------------ | ---------------------------------- |
| Royaume-Uni | 14 août 2014      | Téléchargement numérique | Infectious Records                 |
| États-Unis  | 14 août 2014      | Téléchargement numérique | Canvasback Music, Atlantic Records |
| Italie      | 11 septembre 2014 | Radio                    | Spin-Go!                           |
| États-Unis  | 27 janvier 2015   | Radios de rock "moderne" | Canvasback Music, Atlantic Records |